# Chiesa della Madonna del Popolo
La chiesa della Madonna del Popolo è una chiesa di Forlimpopoli. Edificata probabilmente tra la fine del XIV e l'inizio del XV secolo, dal XX secolo la chiesa fa parte di un agglomerato architettonico sede di vari istituti scolastici.

## Storia
L'icona della Madonna del Popolo qui conservata era originariamente ubicata nella celletta di San Giovanni alle Quattro strade. Verso il 1504 il Comune la donò ai Padri Terziari della penitenza di San Francesco; ciò è confermato nella Bolla di Giulio II, indirizzata l'11 luglio 1506 al Vescovo di Forlimpopoli e Bertinoro.
La chiesa fu consacrata l'8 aprile del 1537 e le fu aggiunto un campanile nel 1614. Nel 1689 nacque poi la «Congregazione della Santissima Vergine del Popolo di Forlimpopoli», che si prese cura dell'edificio. L'edificio attuale della chiesa è frutto dei notevoli rifacimenti effettuati nel 1770-71.
Il santuario presenta un'unica navata, ai lati della quale si aprono tre nicchie per lato.
Nel 1797 fu requisito dall'esercito di Napoleone. Da quell'anno cessarono i riti religiosi. Nel 1808 la Madonna del Popolo fu proclamata protettrice di Forlimpopoli. Fino al 1845 il convento fu utilizzato per usi privati, poi venne ridonato ai Frati francescani. La facciata crollò nel 1857 e la ristrutturazione riguardò anche altre parti dell'edificio. L'edificio fu requisito dallo Stato italiano nel 1866 e ceduto alla città di Forlimpopoli nel 1874, che adibì gli edifici annessi a "Regia Scuola Normale Maschile" e a convitto per studenti.
Durante il regime fascista vennero erette ai lati della chiesa le due ali per l'Istituto Magistrale.
La tradizione vuole che sia stata la Madonna del Popolo a proteggere i forlimpopolesi da un cataclisma che si presentò nel XVIII secolo e che, nella zona di Forlì, risparmiò la sola cittadina di Forlimpopoli.
Il Santuario ha subìto un sostanziale restauro nel 1991, a seguito del quale è stato rimosso il vecchio altare maggiore e parte della struttura corale. In compenso, sono state recuperate le tele dipinte, che si presentavano deteriorate. 
Sono inoltre presenti semicolonne corinzie a base quadrata.
Destano particolare interesse il coro dell'abside, in legno e decisamente antico, e l'organo, ora completamente in disuso, ma soprattutto i numerosi quadri del pittore forlivese Giuseppe Marchetti (pittore), attivo a Forlimpopoli nella seconda metà del 1700.
- "Santi Rocco e Margheirta da Cortona"
- "Sant'Antonio Abate"
- "Sant'Agata Martire"
- "San Giuseppe col bambino e Sant'Antonio da Padova"
- "San Biagio Vescovo e Martire"
- "Sant'Apollonia Martire"
- "Natività di Maria"
- "San Donnino martire"
- "Sant'Andrea Avellino"
- "Santi Lorenzo e Sebastiano"
- "San Francesco di Paola"
- "Santa Lucia"
- "San Francesco d'Assisi riceve le Stimmate"
- "Sant'Emilio Vescovo e Martire"
- "San Demetrio Martire"
- "l'Immacolata e i Santi Francesco d'Assisi e Giuseppe da Copertino"
- "San Gaetano da Thiene"
- "sant'Eurosia Martire"
- "La guarigione di un infermo"
- "Guarigione di un bimbo caduto nel torrente Ausa"
- "Episodio del nobile Ferrari da Forlimpopoli, preso per una spia, viene inseguito fin nella chiesa da soldati spagnoli e napoletani"
- "La Contessa Frassoni prega per aver vinto una causa"
- "Salvataggio di un uomo caduto da un'impalcatura"
- "Guarigione di un infermo"
- "Religioso in atto di preghiera"